# Nancy González (actriz)
Nancy González (1952-14 de febrero de 2024) fue una actriz venezolana.

## Biografía
Trabajó durante más de veinticinco años en canal RCTV, vivió de una pensión de vejez que le otorgó el gobierno de Venezuela. Falleció el 14 de febrero de 2024 a los 71 años.

## Filmografía
- 1972, Sacrificio de Mujer
- 1978, Orgullo y prejuicio
- 1979 Ídolos rotos
- 1979 El mundo de Bertha
- 1980 La Sultana
- 1981 Luisana mía
- 1981 Mayte
- 1982 El fantasma de la otra
- 1983 Marisela (Amarilis)
- 1984 Acusada
- 1986 Atrévete  (Charo Román)
- 1990  Maria María  (Reina)
- 1990  La mujer prohibida
- 1991-1992 Bellísima
- 1994 Morena clara (Eugenia Andara)
- 1998 Asi es la vida (Virginia)
- 1999 Isabella mujer enamorada (Victoria de Alvear)
- 2015, Guerreras y centauros